# Vrtoče (Bosanski Petrovac, BiH)
Vrtoče je naseljeno mjesto u općini Bosanski Petrovac, Federacija Bosne i Hercegovine, BiH.

## Zemljopis
Područje Vrtoča sastavni je dio velikog Petrovačkog polja, kao njegov zadnji ogranak do sjevero-zapada. Njegov je prostor u nekoliko odjeljen od glavnog polja, koje se na ulasku u Vrtoče znatno suzuje. Tu se Radanovića Glavica (678 m.) odveć primakla Gradini (711 m.). Obe ove uzvisine prave među sobom potijesno ušće, kojim ravan Rudopolja prelazi u ravan Vrtočkog Polja. Selo je samo mjestimično ograđeno brijegovima ili vrhovima, između kojih ipak tri široka otvora pružaju prolaze do susjedstva. Do zapada, prema Prkosima, Oraškom Brdu i donekle Teočaku selo je zaklonjeno Koviljačom, Osojem i Lupinom. Na sjevero-istoku čine pregradu prema Krnjeuši Čučevo i Rudača. Jelića Lug je u nekoliko granična oznaka prema Vođenici, a Radanovića Glavica prema Busijama. Između tih graničnih brda nalaze se ravni prolazi na tri kraja: prema Krnjeuškom Polju, prema Busijama i prema Teočaku. 
U ataru sela Vrtoče, u predjelu zvanom Redžin kraj na nadmorskoj visini 730 m. nalazi se Gaćina jama. Niže od ovog otvora za 20 m. nalazi se još jedan otvor od svega 40 cm, Mala jama. Kamen ubačen u nju daje dug eho - do 30 sec. Moguća je veza između ove dvije jame. Proširenja u Maloj i Velikoj sali su nastala procesom salamanja i oburvavanja tavanice. Zbog svega toga jama je ponorsko-salomna. Dimnjak ukazuje na vezu s Malom jamom. Ispitivanja Gaćine jame su utvrdila da je ona nekad bila jedan od ponora petrovačke pra-rijeke prilikom njenog sukcesivnog pomjeranja i skraćivanja od ušća prema izvorištu. To se naročito zaključuje po postojanju još dvije jame u pravcu sjeverozapada, prema Bihaću. To je jama u Dugom polju i jama pod Koviljačom.
U Rudom polju na granici prema Gromačama, lijevo od puta za Krnjeušu nalazi se Avdijina pećina. Ulazni otvor je u samoj ravni polja, na nadmorskoj visini 573 m. Pećina je sasvim mala s jednim prostim kanalom od krednih vapnenaca. Nastala je radom ponirućih voda.
Predio Vrtoča je u potpunosti bezvodan.
Kuće zauzimaju pretežno okrajke ravnice. Manjim dijelom ima ih i po plećinama. U jednom kraju sela ima njiva i iznad kuća. To su novije krčevine. Selo se dijeli u nekoliko dijelova: Glavica (Radanovića), Kula, Doline, Redžin Kraj, Očigrije, Gradina. Kuće u krajevima nisu u širokim hrpama, nego u nizovima. Najstarija su naselja u Očigrijama i Redžinu Kraju. Tu je Prvi zametak današnjeg Vrtoča.

## Povijest
U Vrtoču na nadmorskoj visini od 1091 m, na najvišoj ošumljenoj, ali vrlo kamenitoj glavici brda Čučeva, uzdiže se gradina.
I ta nasuta gradina sastoji se od manjeg unutarnjeg grada i od većeg predgrađa, koji su sa zapada i sjevera i djelomično sa sjeverozapada opasana 2-3 metra visokim kamenitim nasipom, a s južne i zapadne strane dovoljno zaštićena okomitim stijenama. Ukupna dužina te utvrde od jugoistoka prema sjeveroistoku iznosi 360m, a najviša joj je širina na južnom kraju 170m. Ovdje nije nađeno ništa pa se smatra da ta gradina, koja je tako daleko na strani od svakog prometa i na tako visoku mjestu podignuta, nije bila naseobina već samo sklonište narodu ovoga kraja.
Pored crkve koja je inače sagrađena na temeljima srednjovjekovne crkve, na ravnoj uzvisini od 711 m nadmorske visine nalazi se oveća nasuta gradina, koja je uokolo opasana nasipom, podignutim od kamena i zemlje, a sastoji se od unutarnjeg grada, i predgrađa. Oblik joj je nepravilna elipsa, a duga je od sjevera prema jugu 295m, pri najvišoj širini od 140m. Nasipi dostižu visinu od 1m iznutra, a oko 2m izvana. Tu je nađen poklopac kamenitog rimskog sarkofaga, jedan mali brončani fragmenat, ulomak žrvnja, razbijena taljika od ilovače i množina ilovastih rbina od suđa građenog rukom.
Oko same crkve su nađene starobosanske nadgrobne ploče,  zaobljene s jedne strane i ukrašene polumjesecom dok na suprotnoj strani imaju pravokutan oblik, i na njima su ljiljan i križ.
Svi ovi arheološki nalazi govore o kontinuitetu života na području Vrtoča od željeznog doba (vrijeme Ilira), preko Rimljana pa do srednjeg vijeka i na kraju novog doba.
Broj Hrvata cijelog petrovačkog, drvarskog i grahovskog kraja drastično se smanjio nakon drugoga svjetskog rata. Uz većinske Srbe, bilo je do Drugog svjetskog rata oko dvije tisuće Hrvata katolika u Krnjeuši, Vrtočama, Koluniću, Oštrelju i u samom gradu Bosanskom Petrovcu, a nakon masovnih ubojstava i masovnih protjerivanja Hrvata u srpskom ustanku na ovom graničnom području Hrvatske i Bosne i Hercegovine (Drvar i okolica, iz Bosanskog Grahova i okolice - naselja Luka, Korita, Ugarci, Obljaj i druga, iz Brotnja, Boričevca, Vrtoče, Lastve, Zelinovca, Krnjeuše) te činjenice da se ovamo Hrvati nisu smjeli vratiti niti nakon 1945. (nekim naseljima čak su i groblja uništena, a vlasništvo nad zemljom koja im je oteta Hrvati ni do danas nisu uspjeli povratiti),  broj je drastično opao.

## Stanovništvo

### 1991.
Nacionalni sastav stanovništva 1991. godine, bio je sljedeći:
ukupno:  429
- Srbi - 407
- Hrvati - 2
- ostali, neopredijeljeni i nepoznato - 20

### 2013.
Nacionalni sastav stanovništva 2013. godine, bio je sljedeći:
ukupno: 176
- Srbi - 176
- Bošnjaci - 1
- Hrvati - 1
- ostali, neopredijeljeni i nepoznato - 6